# پادروند وسطی
پادروند وسطی، روستایی از توابع بخش سوری شهرستان رومشکان در استان لرستان ایران است.

## جمعیت
براساس سرشماری مرکز آمار ایران در سال ۱۳۸۵، جمعیت آن ۵۶۰ نفر (۱۰۴خانوار) بوده‌است.